# Loi sur l'indépendance indienne de 1947
La Loi sur l'indépendance indienne de 1947, ou Acte d'indépendance de l'Inde, en anglais Indian Independence Act 1947, est une loi du Parlement britannique entrée en vigueur le 15 août 1947 et par laquelle le Raj britannique est scindé en deux dominions indépendants, l'Inde et le Pakistan.
Il est célébré en Inde par la fête nationale du Jour de l'Indépendance.
Malgré des débuts sanglants, l'Inde devient « la plus grande démocratie du monde ». Elle adopte le parlementarisme à l'anglaise de type bicaméral, suffrage universel compris, par la Constitution indienne, promulguée le 26 janvier 1950. L’article 343 de la Constitution de l'Inde, déclare que le hindi écrit en devanagari est la langue officielle de l’Union.
Sauf si le Parlement en décide autrement, l’utilisation de l’anglais pour des usages officiels doit cesser quinze ans après l’entrée en vigueur de la Constitution, donc le 26 janvier 1965. En 1967 l’acte est amendé assurant que l’usage de l’anglais ne prendrait pas fin avant qu’une résolution à cet effet ne soit votée par chaque État n’ayant pas adopté le hindi comme langue officielle, et par chacun des chambres du Parlement de l'Inde. L’Inde compte pas moins de 860 langues maternelles dont 22 reconnues dans la Constitution comme langues régionales. Le sécularisme permet le respect des minorités religieuses. Nehru a opté pour le maintien dans le Commonwealth, tout en faisant de l'Inde le leader des peuples en lutte contre le colonisateur.